# مقاطعة توسكولا (ميشيغان)
مقاطعة توسكولا (بالإنجليزية: Tuscola County, Michigan)‏ هي إحدى مقاطعات ولاية ميشيغان في الولايات المتحدة. ، بلغ عدد سكانها 55729 نسمة في عام 2010 حسب إحصاء مكتب تعداد الولايات المتحدة .

## أعلام
- جاي إل. لي
- أيلين ورنوس
- جوزيف بي أوفرتون

## وصلات خارجية
- www.tuscolacounty.org
- United States Counties